# Aerodramus sororum
Aerodramus sororum és una espècie d'ocell de la família dels apòdids (Apodidae) endèmic de l'Arxipèlag d'Indonèsia.

## Descripció
- Petita falcia que fa uns 10 cm de llarg.
- De color bru molt fosc per sobre, amb el carpó de color gris molt clar. Marró clar per sota. Cua una mica bifurcada.

## Hàbitat i distribució
Vola sobre zones boscoses i camp obert de Sulawesi. Cria en coves.

## Taxonomia
Ha estat considerat al gènere Collocalia, com una subespècie de Collocalia infuscata (que inclouria també ceramensis). L'IOC (versió 4.1, 2014) el situa a Aerodramus, i arran els treballs de Rheindt et Hutchinson (2007) els considera tres espècies diferents, assignant-li a Aerodramus sororum el nom de "salangana de Sulawesi" (Sulawesi Swiftlet).